# 우수하
우수하는 플라워링 하트에 등장하는 가상의 인물이다. 마지막 이야기의 진 최종보스.

## 상세
12세. 아리와 민의 친구로 앞머리를 옆으로 넘긴 긴머리에 안경을 쓴 소녀로 그 머리에 상징꽃인 물망초 모양의 꽃핀을 하고 있다. 지성형. 머리가 좋고 차분하지만 수줍음이 많으며, 시험성적은 이름답게 늘 상위권으로 운동을 잘 못하는 편이지만, 독서하는 것을 좋아하며 주로 추리 소설물들을 즐겨읽는다. 변신시에 쓰는 가명은 우수한.

## 작중 행적

### 1기
1화에서 아리, 민과 함께 고민상담부를 열고 하늘에서 떨어진 뚱이를 길가에서 발견했다. 안여린 선생님이 절망에 빠지자 아리가 안여린 선생님을 도우려고 결심할 때 마법의 꽃반지가 빛을 발하면서 아리가 교사로 첫 변신하는 모습을 목격한다.
3~4화에서는 민과 함께 처음으로 변신. 3인조 아이돌 신인 그룹으로서 절망에 빠진 인기 가수 라일라를 도왔다.
유명 광고 기획사인 어머니 최선희가 자신이 기획한 광고가 통과되지 못할 것이라 생각하고 절망에 빠지자 8화에서 아리와 함께 인턴으로 변신해 어머니가 기획한 광고가 통과되도록 돕는다. 어머니가 일 때문에 자신과 집에서 많은 시간을 보내지 못한다는 것에 서운해했지만 반대로 어머니가 일에 열정적인 점을 기쁘게 받아들였다. 덕분에 최선희의 광고가 빅토리 진과의 경쟁에서 승리한다. 그러나 빅토리 진이 아리의 아버지였다는 것을 알고 충격을 먹었다.
9~12화에서는 활약이 없다가 13~14화에서 민과 함께 해상 구조대원으로 오랜만에 변신했다. 제주도에서 조개 목걸이 때문에 언니 신소윤과 싸우다 집을 나간 신소미가 언니와 화해하려고 새로 조개 목걸이를 만들고자 조개를 바닷가에서 줍다가 실수로 깊은 물에 빠지게되자 민과 함께 소미를 구했다. 이때 수하는 수영을 못한다는 점이 있었으나 어른으로 변신하면서 자신감을 얻었다.
15화에서는 같은 반 친구인 지은이가 아버지로부터 생일선물로 받은 별모양 용의자를 훔친 용의자를 조사하던 중 유력한 용의자로 슈엘을 지목하고 추궁한다. 목걸이는 나중에 지은이의 가방에서 발견된다. 그 후 하굣길에 슈엘이 유괴범들에게 납치되었다.
슈엘을 구하기 위해 아리, 민과 함께 경찰관으로 변신하였다. 지성을 살려 과학수사대원이 되어 차를 타고 유괴범들의 차를 뒤쫓으면서 내비게이션으로 유괴범의 차의 위치를 확인하고 유괴범들의 아지트로 향하던 중에 쓰레기통을 분석해 스카우터로 유괴범들과 슈엘이 먹은 바나나맛과 딸기우유에서 지문을 발견한다. 이후 슈엘 구출을 완료했다.
17화~18화에서는 일행 모두 민의 집에 찾아가 민의 동생들을 돌보고있었는데 슈엘이 개심은커녕 절망 에너지를 모으려는 목적으로 민의 막내동생들인 금이&은이가 먹을 이유식에 소금을 마구 넣었고 안방에서 민이네 부모님의 결혼 사진 액자를 바닥에 떨어뜨리고 티슈를 가지고 엉망으로 만드는 금이&은이를 방관하는 바람에 민이 힘들어하자 가정미화원으로 변신하여 슈엘이 어질러놓고 건이&강이가 낙서한 거실과 방을 말끔하게 청소하는 슈퍼가정부로 활약했다.
19화에서는 체스를 포함한 일행 모두 놀이공원에 놀러갔다. 아리가 체스가 아닌 트럼프와 대관람차에 탑승한 사이 슈엘이 전력장치를 차단하면서 대관람차에 화재가 발생하자 민과 함께 소방관으로 변신하였다. 이때 수하는 불을 끄고 민이 대관람차에 갇힌 아리와 트럼프를 구출했다.
21화에서는 아리가 고백데이 날 트럼프와 만나기로 약속을 잡고 사전준비를 하는데 이때 민이 셰프로 변신하여 맛있는 요리를 만들때 수하 본인도 플로리스트로 변신하여 고민상담부실을 꽃으로 아름답게 꾸몄다. 그러나 슈엘의 방해로 기껏 꾸민 모든게 수포로 돌아가고 말았다.
24화에서는 유기견들을 돕고자 수의사로 변신했다.
25화에서는 해피가 교통사고를 당하면서 절망에 빠진 아리를 걱정했다. 그리고 슈엘이 자신이 저지른 일을 아리에게 고백하자 2차 멘붕한 아리가 폭주하자 민과 함께 아리가 발산하는 거대한 절망 에너지에 같이 휘말리지만 해피의 신음소리가 아리에게 닿자 아리는 쓰러지고 이후 의식이 돌아오자 체스로부터 슈엘의 진실을 듣게된다. 아리뿐만 아니라 수하와 민도 슈엘에 대한 배신감보다 걱정이 더 컸다.
슈엘이 그동안 저지른 짓에 대한 죄책감을 씻고 칸나비스로부터 받은 마지막 힘을 전부 짜내여 해피를 살려낸 것을 알고 슈엘과 화해를 했다.

### 2기
진아리 일행과 체스는 자신의 잘못을 깨달은 슈엘을 자신들의 동료로 받아들이고, 슈엘과 함께 희망 에너지를 모으기 위해 활동한다. 그 첫 번째 활약은 같은 반 친구인 나래의 고민. 나래는 태권도장을 운영하시는 부모님 때문에 하고 싶은 걸 못하고 태권도만 해왔지만, 얼마 전 나래는 발레리나들이 발레공연 하는 모습을 보고, 발레리나를 동경하지만 부모님의 강한 반대와 태권도에 대한 기대에 부딪혀 발레를 하고 싶다고 말을 할 수 없었다며 고민 상담부에 있는 진아리 일행에게 찾아온다.
아리, 민과 함께 발레리나로 변신하여 나래에게 발레 기술을 가르쳐줌으로서 희망을 심어주지만, 와이즈를 소환하여 최도진 선생님을 조종해 절망에너지를 모으려는 트럼프의 음모로 나래가 체육관 창고에 갇히게되자 아리, 민, 슈엘과 함께 사라진 나래의 행방을 찾으러 나선다.
아리와 슈엘의 활약으로 나래가 희망을 되찾고 발레 공연을 무사히 마친다. 하지만 트럼프의 와이즈에게 조종당한 최도진 선생님은 여전히 강당에서 날뛰자, 이에 체스가 개방한 새로운 빛의 마법으로 4명이 단체로 변신해 최도진 선생님을 정화했다. 그후 다같이 떡볶이 파티가는것으로 마무리된다.
일행 4명과 고동우가 한조로 마을 내 흥미거리를 소재로 신문을 만드는 과제를 얻게되었다.아무리 머리 좋은 수하라도 공룡이 어떻게 멸종되었는지조차 모르는데 동우가 그걸 알고있다는 것부터 놀랐다. 이후 동우의 제안으로 반강제적으로 마을 공터에 묻힌 공룡 화석 찾기에 나섰고 벨로키랍토르의 발톱을 손에 넣는데 성공한다. 그러나 다음날 그 공터가 개발 공사 지역으로 바뀌며 동우의 꿈이 물거품이 될 위기에 처하자 슈엘과 함께 고생물학자로 변신한다.
슈엘과 함께 동우가 발견한 화석이 벨로키랍토르임을 확인하고 공사에 참여한 건설업자와 인부들에게 공사를 중단할 것을 요구하지만 트럼프에게 조종당한 인부들은 그대로 강행하는 바람에 둘만의 힘으로는 어쩌지 못하는 상황에 아리와 민이 리포터로 변신해 화석이 발견된 현장을 실시간으로 보도하면서 방송을 지켜본 거리의 시민들이 모두 공사에 중단할 것을 요구하고 화석을 발견한 동우에 관심을 사면서 사건 해결. 이후 인부들을 정화하고 화석에 대한 기사를 신문에 싣는 것으로 마무리된다.
고민상담부의 멤버들은 아리로부터 아리의 어머니가 전직 패션 디자이너였다는 소식을 듣고는 지호를 도와주기 위해 아리와 함께 인터넷과 도서관의 자료들을 동원해서 패션에 관련된 자료들을 찾기 시작한다.
아리가 패션 디자이너로 변신해 어머니 지호의 멘토가 되어 도와주는 모습을 객석에서 지켜본다. 마지막 남은 패션쇼 스테이지에서 모델에 없어 난항을 겪던 중에 슈엘과 민이 모델로, 수하가 메이크업 아티스트로 변신하여 진아리 모녀를 지원한다.
메이크업 아티스트로서 모델로 나가는 슈엘, 민, 체스의 메이크업 역할을 맡았다. 수하의 마법같은 메이크업 덕분에 세 사람은 런웨이 위를 멋지게 장식할 수 있었다.
학교 끝나고 모처럼 가족끼리 외식가기로 했다. 그 이후 등장이 없다가 다 끝나갈 때 아리, 민과 함께 저녁까지 실컷 놀고 돌아가는 길에 멀리서 나오는 희망 에너지를 바라보았다.
슈엘이 단골로 찾아가는 라온의 편의점에 안여린 선생님이 들렸다가는 모습을 포착하고 뒤를 따라갔는데 안여린 선생님은 사실 전설의 야구선수 구승리 감독님이 이끄는 썬더스톰 야구단 선수로 활약 중이다. 그 사실을 알게 된 후, 반 친구들과 함께 경기날 선생님과 썬더스톰 팀을 응원하는데 레드 페퍼스의 압도적인 경기력앞에 썬더스톰이 초반부터 패색이 짙어지자 그들에게 승리의 희망을 안겨주기 위해 아리, 슈엘과 함께 치어리더로 변신했다.
치어리더로 응원한 덕분에 썬더스톰은 다시 일어서서 반격에 나서지만 트럼프가 레드 페퍼스를 세뇌시키면서 더욱 궁지로 몰아넣는다. 점수가 6:3으로 밀리고 있는데다 썬더스톰의 주장이 부상당하는 사태가 발생하자, 민이가 야구선수로 변신하여 교체선수로 나선다.
민이와 안여린 선생님의 활약으로 썬더스톰이 점수를 7:6으로 역전승을 거두고 이후 레드 페퍼스에게 깃든 어둠의 마법을 정화했다
꽃망울 초등학교 5, 6학년이 단체로 경주로 수학여행을 가게 되었다. 경주의 각 문화재가 찍힌 사진이 같은 사람과 짝을 이루어 사진 속 장소에서 인증사진을 찍는 미션을 수행하는데 수하는 첨성대에 도착했다. 그곳에서 만난 짝은 다름 아닌 나기찬의 함정. 이후 숙소에 도착했는데 나기찬이 우물 속에 귀신이 산다고 장난치지만 믿지 않았는데 그날 밤 정말로 오셀로의 범행으로 우물 속에서 귀신이 아닌 해충이 튀어나오면서 숙소 밖에 있던 아이들 모두 사건에 휘말리게 된다.
해충전문가로 변신한 민과 슈엘이 해충들을 박멸하면서 오셀로가 벌인 첫번째 사건은 저지되었다. 2일차에는 관광버스를 타고 경주 여러곳을 둘러보다가 가이드에 적힌 첨성대에 쌓아놓은 돌의 갯수가 몇개인지 나기찬에게 물어봤는데 나기찬은 너무 어려워했다. 이후 오셀로의 두번째 사건으로 폭우를 피해 석굴암 안으로 피신하지만, 오셀로가 번개를 일으켜 아이들을 석굴암 동굴 속에 가둬버리는 바람에 또다른 위기에 봉착하게 되자, 수하가 위험에 빠진 아이들을 구출하기 위해 고고학자로 변신했다.
고고학자로 변신, 석굴암의 내부 특징을 파헤치면서 석굴암이 정교한 건축물임에도 바다와 마주하고있기 때문에 내부로 들어오는 습기를 제거하고자 수로를 만들어 바다를 내보낸다는 것을 알아내어 수로를 만들때 들렸던 비밀통로를 통해 아이들을 밖으로 탈출시킨다. 마지막으로 남은 본인이 사다리를 타고 올라가려고 할 때 사다리의 밧줄이 끊어지면서 아래로 떨어지지만, 체스가 수하를 공주님 안기로 무사히 받은 후 허리춤에 있던 장비를 사용해 체스를 끌어 안으며 탈출에 성공하고, 이후 힐링 레이로 부서진 석굴암을 원상 복구시켰다.
같은 반 친구인 김유니가 인공위성 드림호의 체험탑승자로 선정될 수 있게 많은 도움을 주었다.
희망호를 타고 우주로 날아가 유니를 구출하는 중에 어둠의 마법에 지배당한 한울을 정화하기 위해 빛의 마법이 필요하다며 관제실에 있던 체스에게 연락했다. 일반인들은 마법이라는 말에 의아한 반응을 하지만 사태가 시급한 관계로 체스는 관제실 밖으로 나가 직접 빛의 마법을 호출했다. 빛의 마법으로 어둠의 마법으로 조종당한 한울을 정화시키고 한울과 유니를 희망호에 옮겨 태운 후 민, 슈엘과 함께 아리가 돌아오길 기다리지만 아리는 운석을 피하려다가 그만 드림호에 부딪혀 추진기의 고장으로 우주에 홀로 남겨지게된다. 아리를 기다리지 못하고 희망호가 그대로 지구에 먼저 귀환하지만 모두 아리가 돌아오길 기다리고 있었고 결국 트럼프가 아리를 직접 데리고 지구로 돌아온다.
부모님이 항상 바빠 집에 부재인 탓에 뚱이의 방문에 굉장히 반가워한다. 가출한 뚱이가 자신의 집에 머무를 수 있게 배려하며 뚱이를 위해 햄스터 집을 만들어 요리를 해주던가 하는 식으로 여러 가지를 챙겨준다. 같이 설거지를 하거나 TV를 보는 등 뚱이와 같이 시간을 보내면서 스스로도 자각할 만큼 얼굴을 붉히거나, 가슴이 두근거리는 것을 느낀다. 이를 감지한 뚱이가 병원에 가자하여 병원에 갔다오지만 병원에서는 문제 없다는 말을 듣는다.
어둠의 마법으로 폭주하던 어미 하마가 아기 하마를 기억하려는 노력으로 어둠의 마법에 힘겹게 저항하는 것을 바라보았다.아리,슈엘,민이 등장하면서 빛의 마법으로 해결한다.
안여린 선생님과 구승리 감독님의 결혼식이 다가오고 아리, 수하, 민은 두 사람의 결혼을 위한 선물로 축가를 부르기로했지만 화음이 안맞아서 마술쇼로 변경했다.
결혼식 당일, 트럼프가 비둘기떼를 어둠의 마법으로 까마귀떼로 흑화시켜 결혼식장을 아수라장으로 만들어버리자 슈엘이 신랑,신부의 주의를 끄는 동안 아리, 수하, 민은 마술사로 변신해 사건 해결에 나섰다
안여린 선생님의 결혼식 이후, 음료수를 마시며 책을 읽고 있던 그때 과자를 뺏어 먹은 기찬이를 쫓아가던 아리가 자신이 읽던 책에 음료수를 실수로 쏟는 바람에 미안하다는 사과도 없이 과자를 뺏어 먹은 기찬이를 혼내는 아리를 바라본다. 어느덧 크리스마스가 다가오고 아리는 친구들과 함께 크리스마스 파티를 하기 위해 가게에서 케이크를 사려하지만, 수하는 파티에 참석하지 않겠다며 집으로 돌아가버리고 아리는 수하가 자신 때문에 화가났다며 생각한 나머지 체스와 함께 수하에게 카드를 전해주러 그녀의 집을 찾아 오지만, 수하는 아리의 대답에도 아무런 말도 하지 않았다. 한편, 트럼프가 마을 중앙광장에서 어둠의 마법을 사용하여 마을 광장을 혼란에 빠트리자 쥬얼백의 신호를 듣고 다급해진 아리는 다른 동료들과 연락하여 마을 중앙 광장으로 출동한 사이, 아리 일행과 함께 광장에서 합류하자는 부탁을 받고 자신을 찾아온 체스로부터 광장에 절망에너지가 퍼지고 있다는 소식을 듣자, 수하가 고개를 저으며 자신은 나서지 않겠다고 거절하려 하지만 체스는 아리일행한테는 자신이 필요하다는 말에 정신을 차린 수하는 체스와 함께 서둘러 마을 중앙 광장으로 향한다.
크리스마스 트리가 쓰러지고 엉망이 된 축제 광장때문에 난감해하는 아리 일행에게 빵과 과자로 트리를 만드는 아이디어를 내놓는다. 즉시 작업에 들어가고 수하는 민과 함께 녹차빵을 만드는데 아리에게는 별 신경을 쓰지 않는 모습을 보였다. 같이 작업하는 민이 아리는 어떻게 되어가고있을까 걱정하자 글쎄 나름 잘하고있겠지라며 무신경한 반응을 보이지만 민은 수하의 얼굴을 보고 여전히 아리와의 앙금이 남아있다고 생각해 세 사람이 처음 만났을 때를 떠올리며 세 사람은 앞으로도 계속 함께였으면 좋겠다고 말하고 체스도 아리의 크리스마스 카드를 보여주며 두 사람이 화해할 수 있게 설득했다. 그제서야 수하는 카드에 적힌 아리의 사과글을 보고 앙금을 풀고 환한 얼굴로 녹차빵으로 만든 크리스마스 트리를 완성시킨다.
수하는 아리 일행에게 자신이 체스를 좋아한다는 사실을 밝혔다. 모두 기뻐하면서 체스와의 사이가 더욱 발전하도록 다같이 어디 놀러가자고 권유했다. 하지만 수하는 독일에 계신 아버지가 F1 레이싱 경기를 보러 귀국하길래 아버지를 만나러 가야한다면서 거절했고 이에 아리 일행도 수하를 따라 레이싱 경기장으로 향했다.
수하는 경연과 같은 팀으로서 레이스에 참가하고 경기에서 콜드맨을 리타이어시켜 경연을 우승하게 만드는 전략을 세운다. 처음에는 콜드맨과의 교전 중에 터널 앞에서 급정차했지만 다시 속력을 내어 경연과 콜드맨을 따라붙었다. 수하는 경연에게 자신은 걱정 말고 최고 속력을 내라고 조언하고 자신은 콜드맨을 리타이어시키면서 원래목표를 완수했다.
트럼프가 이성을 잃고 어둠의 마법을 자신에게 걸어 폭주하는 사태가 벌어지자 체스와 함께 보신각 터로 향했다.여기서 아리 일행과 칸나비스가 처음으로 만난다. 체스는 칸나비스에게 아이들을 건드리지 말라고 경고했으나 칸나비스는 오히려 아리 일행을 도와 희망 에너지를 모으려는 체스를 도저히 가만 둘 수가 없어서 체스에게 어둠의 마법 광선을 날린다. 칸나비스가 발사한 어둠의 마법 광선이 체스에게 닿으려던 그 순간, 수하가 자신의 몸을 던져 체스를 밀치고 본인이 위기에 처한 체스를 구하려다 어둠의 마법 광선에 맞는 바람에 칸나비스에게 세뇌를 당해 버리고, 결국 칸나비스의 명령에만 복종하는 완전한 꼭두각시 인형이 되어 버리고 만다.

## 다른 캐릭터들과의 관계
- 진아리, 선우민, 슈엘: 친구
- 체스: 좋아하는 사람
- 칸나비스, 오셀로: 적

## 같이 보기
- 슈엘
- 진아리
- 선우민
- 체스 (플라워링 하트)
- 플라워링 하트